# Chiesa di Santo Stefano (Vipiteno)
La chiesa di Santo Stefano (in tedesco Kirche Hl. Stephanus) è la parrocchiale di Novale (Ried), frazione di Vipiteno, in provincia autonoma di Bolzano. Appartiene al decanato di Vipiteno della diocesi di Bolzano-Bressanone e risale al XVII secolo.

## Storia

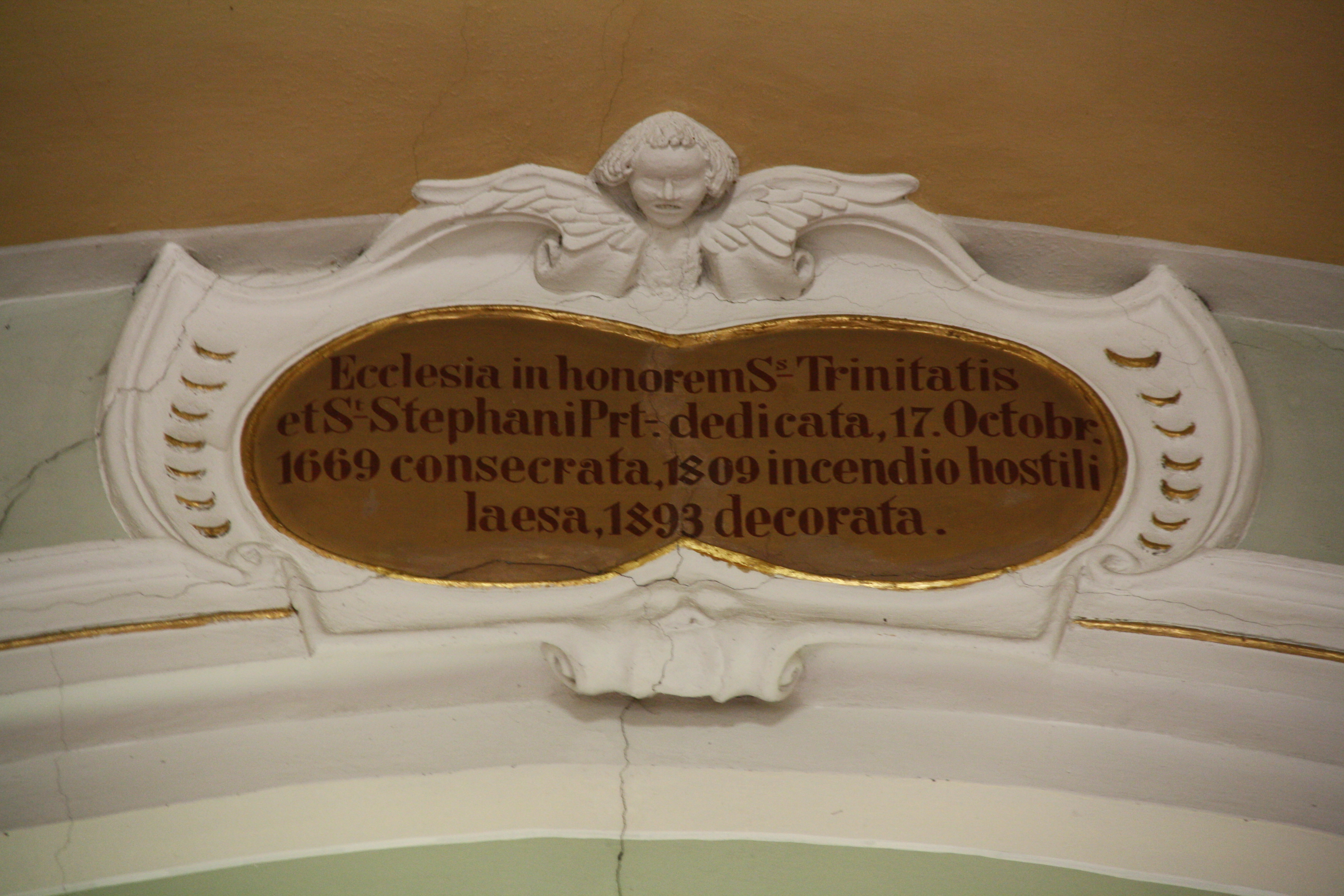
Decorazione nella volta che ricorda la prima chiesa, dedicata alla Santa Trinità e a Santo Stefano, del 1669.

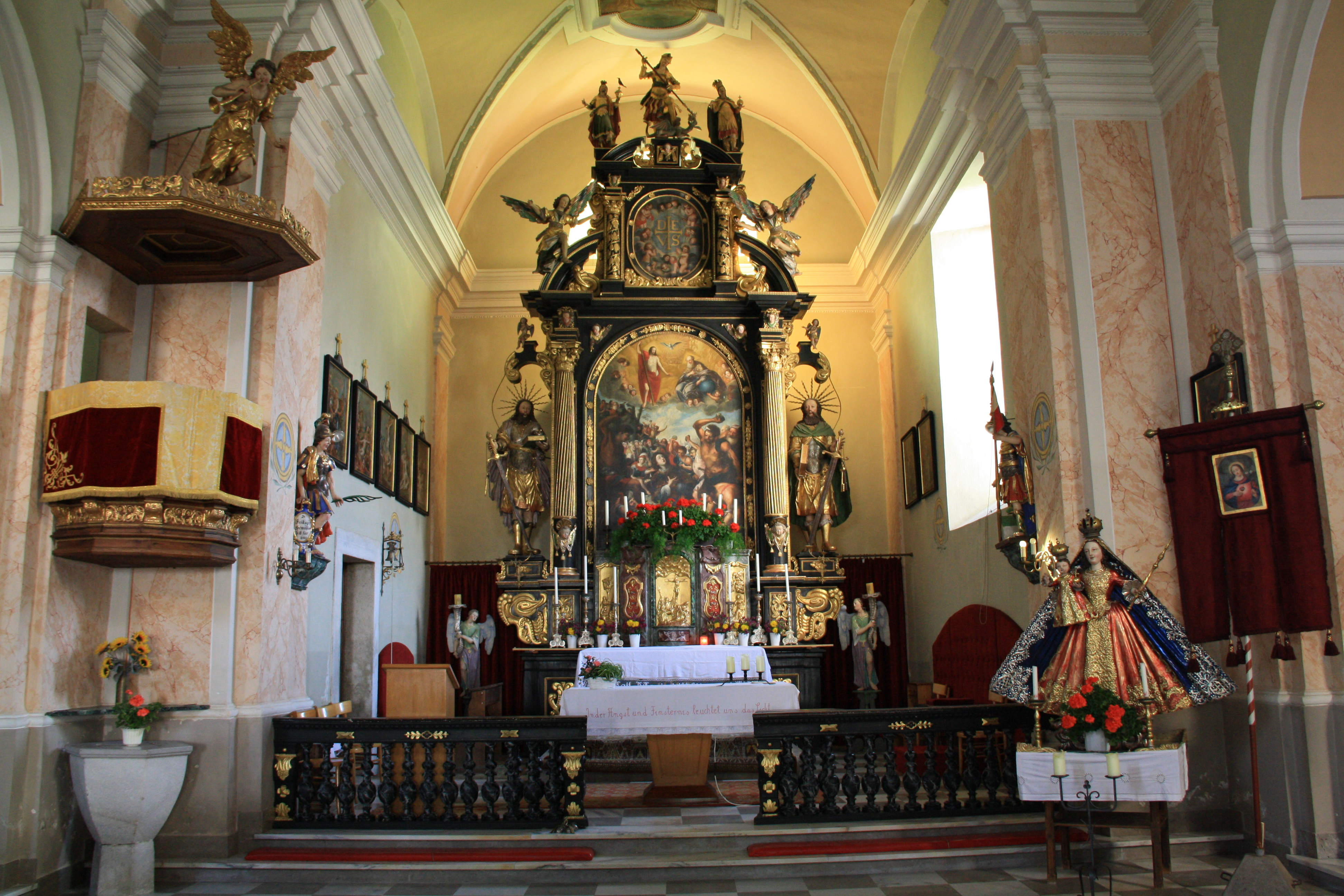
Interno della navata della chiesa.

La parrocchiale di Novale di Sotto, frazione di Vipiteno, è stata eretta nella seconda metà del XVII secolo sul sito dove già esisteva la chiesa primitiva di Novale, che era stata consacrata alla Santa Trinità e a Santo Stefano nel 1669. Dopo la sua ricostruzione un incendio devastò l'edificio nel 1809 e si rese necessario il suo restauro all'inizio del XIX secolo.

## Descrizione

### Esterno
Il prospetto principale mostra la tradizionale facciata a capanna con due spioventi. Il portale di accesso è architravato e protetto da una tettoia ricoperta con scandole in legno. Ai suoi lati due grandi finestre rettangolari con inferriate. Sopra il portale, in asse, si trova la nicchia con la statua raffigurante il titolare e sopra di questa il rosone con cornice mistilinea e una finestra rettangolare con parti curvilinee. La torre campanaria, in posizione laterale avanzata, si trova alla destra della struttura. La cella campanaria si apre con quattro finestre a monofora e termina con una copertura ottagonale e due cupole sovrapposte di dimensioni decrescenti a cipolla.

### Interno
La navata interna è unica, ampliata da due cappelle laterali ognuna dotata di altare. La volta è a botte con lunette. Le paraste interne sono arricchite di decorazioni e la luce nella sala arriva da ampie finestre rettangolari. La zona presbiteriale ospita la pala d'altare opera seicentesca di Stephan Kessler raffigurante il Martirio di santo Stefano.